# Parco nazionale Indre Wijdefjorden
Il parco nazionale Indre Wijdefjorden è un parco nazionale della Norvegia, nella contea delle Svalbard. È stato istituito nel 2003 e occupa una superficie di 1.127 km² totali, di cui 745 km² sulla terraferma e 382 km² in mare.